# Monohelea unica
Monohelea unica är en tvåvingeart som beskrevs av G.P. Sinha och Gupta 1992. Monohelea unica ingår i släktet Monohelea och familjen svidknott.
Artens utbredningsområde är West Bengal (Indien). Inga underarter finns listade i Catalogue of Life.